# Lucius Valerius Flaccus (consul in 195 v.Chr.)
Lucius Valerius Flaccus (? - 180 v.Chr. was een Romeinse politicus en militair uit de 3e en 2e eeuw v.Chr.
Hij was de zoon van Publius Valerius Flaccus, die consul was in 227 v.Chr. Flaccus vocht mee in de Tweede Punische Oorlog, toen hij bevriend raakte met de jonge plebejische soldaat Marcus Porcius Cato, die later mede dankzij Flaccus als bondgenoot een grote politieke carrière kon opbouwen. Beide mannen deelden dezelfde conservatieve politieke ideeën en waren trouw aan de militaire en politieke opvattingen van de oudere generatie. Samen met Cato probeerde hij de Romeinse tradities te verdedigen tegen de Hellenistische invloeden.
Flaccus was in 201 v.Chr. Aedilis curulis. In 199 werd hij praetor en kreeg het bestuur over de provincie Sicilia. In 196 werd hij pontifex.
In 195 v.Chr. werd hij samen met Cato tot consul gekozen. Hij stond dat jaar voornamelijk in de schaduw van zijn collega. Flaccus vocht in noordelijk Italië tegen de Boii en de Insubres. In 191 v.Chr. was hij legaat van Manius Acilius Glabrio tijdens de oorlog tegen Antiochus de Grote. In 190 v.Chr. stichtte hij als leider van de triumviri coloniae deducendae een colonia bij de stad Bononia. In hetzelfde jaar hielp hij ook met de verdediging van Placentia en Cremona.
In 184 v.Chr. was hij samen met Cato censor en werd de leidende figuur in de Senaat (princeps senatus) na de dood van Scipio Africanus. Flaccus stierf in 180. Zijn zoon Lucius Valerius Flaccus werd in 152 v.Chr. consul.